# Pseudanthessius sauvageri
Pseudanthessius sauvageri är en kräftdjursart som beskrevs av Canu 1892. Pseudanthessius sauvageri ingår i släktet Pseudanthessius och familjen Pseudanthessiidae. Inga underarter finns listade i Catalogue of Life.